# Decizie (Uniunea Europeană)
Decizia este unul dintre instrumentele juridice utilizate în dreptul Uniunii Europene, alături de regulament și directivă, conform articolului 288 din Tratatul privind funcționarea Uniunii Europene (TFUE). O decizie este obligatorie în întregime, dar numai pentru destinatarii săi, care pot fi state membre, persoane fizice sau juridice.

## Adoptare
Procedura de adoptare a unei decizii variază în funcție de domeniul și temeiul juridic:
- Procedura legislativă ordinară presupune participarea egală a Parlamentului European și a Consiliului Uniunii Europene, fiecare având dreptul de a propune amendamente.
- Procedura de aviz conform permite doar acceptarea sau respingerea textului ca atare de către Parlament.
- Procedura de consultare implică aprobarea deciziei de către Consiliu, iar Parlamentul are un rol consultativ.

În anumite domenii, precum politica de concurență, Comisia Europeană are competența exclusivă de a adopta decizii individuale.

## Efect juridic
Conform jurisprudenței Curții de Justiție a Uniunii Europene, deciziile pot avea efect direct, ceea ce înseamnă că indivizii sau entitățile vizate pot invoca dispozițiile deciziei în fața instanțelor naționale.
Destinatarii unei decizii au dreptul de a o contesta în fața Tribunalului Uniunii Europene, în termen de șase săptămâni de la notificare sau publicare.